# آرتور، شهرستان گرانت، ویسکانسین
آرتور (به انگلیسی: Arthur) یک منطقهٔ مسکونی در ایالات متحده آمریکا است که در لیما واقع شده است. آرتور ۳۰۱٫۱۵ متر بالاتر از سطح دریا واقع شده است.